# Schoppenfabriek Streuding
Streuding is een Nederlandse schoppenfabriek, opgericht in 1931. Het was de eerste Nederlandse schoppenfabriek. Streuding is in 2024 overgenomen door De Wit uit Groningen. Hierna is het merk opgeheven en de productie gestaakt in Vlagtwedde. De Wit maakt nu schoppen onder het eigen merk. 

## Oprichting
De fabriek werd in het Groningse Vlagtwedde in 1931 opgericht door dorpssmid Albert Streuding. 
In die tijd werden werklozen tewerkgesteld als kanaalgravers in Westerwolde. Streuding zag hoe geïmporteerde schoppen met de stoomtram Ol’ Graitje aankwamen in Vlagtwedde. Met financiële hulp van een herenboer richtte hij de Eerste Nederlandse Schoppenfabriek (E.N.S.F.) op om schoppen te produceren op de plek waar ze nodig waren. De stelen van de schoppen werden in de beginjaren door broer Geert Streuding gemaakt. Tussen 1935 en 1940 maakten de gebroeders Streuding behalve schoppen ook schaatsen.
Direct na de oorlog kocht Streuding de herenboer uit en trok op een gehuurde motorfiets het land in om zijn schoppen aan de man te brengen. Het fabriekje werd van eenmanszaak een echte onderneming met personeel en een handelsagent voor de contacten. Toen Albert in 1960 terugtrad nam zijn dochter met haar man – een voormalig banketbakker – de zaak over. De fabriek had in de jaren 60 ongeveer 20 man personeel in dienst.

## Heden
De fabriek werd gerund door een kleindochter van de oprichter en haar man. Het was een fabriek in Nederland waar op ambachtelijke wijze schoppen, sneeuwruimers en batsen geproduceerd worden, naast een verscheidenheid aan andere werktuigen. Het was zeker niet de enige fabriek, Sneeboer uit Bovenkarspel produceert ook al decennia lang schoppen in Nederland. Familiebedrijf Streuding, opgericht in 1931, is ingang van 1 februari overgenomen door gereedschappenspecialist De Wit in Kornhorn. Dat betekent dat de productie aan de Schoolstraat in Vlagtwedde stopt en gefaseerd overgeheveld wordt naar het Westerkwartier.